# Carlos Franzetti
Carlos Alberto Franzetti (* 3. Juni 1948 in Buenos Aires) ist ein argentinischer, in den Vereinigten Staaten lebender Pianist, Komponist und Arrangeur.

## Leben und Wirken
Franzetti lernte ab sechs Jahren Musik am National-Konservatorium seiner Heimatstadt; später hatte er privaten Klavierunterricht. Nachdem er 1970 nach Mexiko gezogen war, begann er ein Kompositionsstudium. 1974 zog er in die Vereinigten Staaten und graduierte an der Juilliard School in New York City, wo er seine Kompositionsstudien bei Vincent La Selva fortsetzte und die Fusionband The Prime Element gründete. Er arbeitete mit Joe Farrell, Mercedes Sosa and Chaka Khan. Mit Paquito D’Rivera erhielt er 1997 einen Grammy für das Album Portraits of Cuba, dessen Musik er arrangierte; auch leitete er das Orchester.
Im Laufe seiner Karriere schuf Franzetti Sinfonien, Konzertmusik, Opern, Kammermusik und Musik für Big Band-Jazz. Mit seiner Frau, der Pianistin Allison Brewster Franzetti nahm er 2011 das Album Alborada auf. Ein weiteres Duo-Album (Duets) hatte er bereits 2009 mit dem Bassisten Eddie Gomez eingespielt. Er arrangierte auch für The Boston Pops, Brooklyn Philharmonic und das Buffalo Philharmonic Orchestra.
Franzetti komponierte außerdem zahlreiche Filmmusiken, am bekanntesten The Mambo Kings (1992) mit Robert Kraft, sowie für La Película del Rey (1986) von Carlos Sorín. Für Sidney Lumets Film Q & A (1990) leitete er das Orchester.

## Auszeichnungen
Sein Album Tango Fatal gewann 2001 den Latin Grammy Award als Bestes Tango Album.  2003 erhielt sein Album Poeta de Arrabal zwei Grammy-Nominierungen (Best Classical Crossover Album und Best Instrumental Arrangement). Unter seiner Leitung entstand auch das Paquito-D’Rivera-Album Portraits of Cuba, das ebenfalls einen Grammy gewann. Franzetti erhielt zwei Goldene Schallplatten.

## Diskografische Hinweise
- Images Before Dawn: Symphonic Music of Carlos Franzetti (1995)
- Poeta de Arrabal (1997)
- Piano Concerto No. 2/Sinfonia No. 1 (1998)
- Concierto del Plata (1998)
- Remembrances (1999)
- Obsession (1999)
- Tango Fatal (2000)
- Poeta de Arrabal (2002)
- Portraits of Cuba (1997)
- You Must Believe In Spring (2003)
- Corpus Evita (2005)
- The Jazz Kamerata (2005)
- Songs for Lovers (2006)
- Graffiti (2007)
- Film Noir (2008)
- Gato Barbieri, Carlos Franzetti, David Finck, Néstor Astarita: New York Meeting (2010)
- Pierrot et Colombine (2012)
- In the Key of Tango (2014)
- Argentum (2017)
- In the We Small Hours (2022, mit David Finck und Billy Drummond)

## Filmografie (Auswahl)
- 1986: Der Film des Königs ( La película del rey)
- 1992: Mambo Kings
- 2005: Der Nachtschwärmer (Ronda nocturna)